# Миргалиева, Гульсина Бакаджановна
Гульсина Бакаджановна Миргалиева (каз. Гүлсина Бакаджанқызы Мирғалиева; род. 20 февраля 1975; Большечерниговский район, Самарская область, РСФСР, СССР) — казахстанская театральный режиссёр

, театральный педагог, заслуженный деятель Казахстана (2006).

## Биография
Гульсина Бакаджановна Миргалиева Родился 20 февраля 1975 года в п. Кошкин, Большочернеговского района, Самарской области, Российской Федерации.
В 1992 году окончила среднюю школу имени Августоского.
В 1995 году поступила и 2000 году окончила режиссёрский факультет Казахской Национальной академии искусств им. Темирбека Жургенова по специальности режиссёр драмы.
Трудовую деятельность начала в 2000 году режиссёром-постановщиком Акмолинского областного казахского музыкально-драматического театра им. Шахмета Кусаинова.
С 2002 года по настоящее время художественный руководитель и главный режиссёр Мангистауского областного музыкально-драматического театра им. Нурмухана Жантурина.
С 28 января 2022 года по 11 апреля 2024 года Директор Мангистауского областного музыкально-драматического театра им. Нурмухана Жантурина.
11 апреля 2024 года освобождена от должности директора связи с переходом на другую работу в Министерство культуры и информации Республики Казахстан, город Астана.

## Театральные работы

### Музыкально-драматический театр имени Нурмухана Жантурина
- «Әлиханның аманаты» авт. Нартай Сауданбекулы
- «Үрей дерті» авт. Сабыр Адай
- «Іздедім сені» авт. Мар Байджиев
- «Две стрелы» авт. Александр Володин
- «Күтпеген махаббат» авт. Надежда Птушкина
- «Жолайрық» авт. Талгат Теменов
- «Абылай хан» авт. Абиш Кекилбаев
- «Бес бойдаққа бір той» авт. Тынымбай Нурмаганбетов
- «Калигула» авт. Камю, Альбер
- «Үзілген бесік жыры» авт. Ермек Аманшаев
- «Зілзала» авт. Цвейг, Стефан, перевод. Мухтар Ауэзов
- «Серттесу» авт. Георгий Хугаев
- «Қозы Көрпеш — Баян сұлу» авт. Габит Мусрепов
- «Ант» авторы. Сайын Назарбек, Нурнияз Муханов
- «Трамвай «Желание»» авт. Уильямс, Теннесси
- «Перзетхана» авт. С.Қудайберген
- «Айлакер ару» авт. Эрве, Флоримон
- «Тартюф» авт. Мольер
- «Махамбет» авт. Бакыт Беделхан
- «Ақбөбек» авт. Сайын Назарбек
- «38 немесе Қарақұрт» авт. Гульсина Миргалиева
- «Томирис» авт. Турар Алипбаев и др.

## Фильмография
- 2012 — Каусар

## Награды и звания
- 2004 — Независимая премия «Тарлан» в номинации «Новое имя — Надежда»[2]
- 2006 — Указом Президента Республики Казахстан от 7 декабря 2006 года награждена почётным званием «Заслуженный деятель Республики Казахстана» за высокие достижения в искусстве театра.[3][4]
- 2006 — Национальная премия общественного признания достижений женщин «Ажар»
- 2015 — юбилейная медаль «20 лет Ассамблеи народа Казахстана»
- Неоднократно награждался номинацией «Лучший театральный режиссёр» международных и республиканских театральных фестивалей и др.